# Dorymyrmex wolffhuegeli
Dorymyrmex wolffhuegeli é uma espécie de formiga do gênero Dorymyrmex.